# Roches (BE)
Roches (BE) is een gemeente en plaats in het Zwitserse kanton Bern, en maakt deel uit van het district Jura bernois.
Roches (BE) telt 211 inwoners.